# Bernd Dreher
Bernd Dreher (ur. 2 listopada 1966 w Leverkusen) – był niemiecki piłkarz. Zakończył karierę w 2008 roku i obecnie jest trenerem bramkarzy FC Schalke 04.